# Iridopsis eutiches
Iridopsis eutiches là một loài bướm đêm trong họ Geometridae.